# Lil, el meu amic cocodril
Lil, el meu amic cocodril (originalment en anglès: Lyle, Lyle, Crocodile) és una pel·lícula de comèdia musical animada i d'imatge real estatunidenca dirigida per Will Speck i Josh Gordon a partir d'un guió de William Davies. És una adaptació del conte infantil homònim i de la seva preqüela The House on East 88th Street de Bernard Waber. La pel·lícula és protagonitzada per Shawn Mendes com el personatge principal al costat de Javier Bardem, Constance Wu, Winslow Fegley, Scoot McNairy i Brett Gelman. Es va estrenar als Estats Units el 7 d'octubre de 2022 amb la distribució de Columbia Pictures, i la versió doblada al català va arribar el 21 d'octubre. La distribució del doblatge en català va comptar amb 38 còpies.

## Premissa
Quan la família Primm es trasllada a la ciutat de Nova York, el seu fill petit, en Josh, lluita per adaptar-se al seu nou entorn. Tot això canvia quan descobreix en Lil, un cocodril marí que canta i que viu a l'àtic de la seva nova llar. Els dos es fan amics ràpidament, però quan l'existència d'en Lil es veu amenaçada per un malvat veí els Primm s'han d'unir amb el carismàtic propietari d'en Lil, l'Hector P. Valenti, per demostrar al món que la família pot venir dels llocs més inesperats.

## Repartiment
- Shawn Mendes com la veu cantant original d'en Lil[4]
- Javier Bardem com a Hector P. Valenti, el carismàtic propietari d'en Lil[5]
- Constance Wu com a Sra. Katie Primm[6]
- Winslow Fegley com a Josh Primm[7]
- Scoot McNairy com el Sr. Joseph Primm[8]
- Brett Gelman com el Sr. Grumps[9]
- Lyric Hurd com a Kara Delany[10]

## Producció
Lil, el meu amic cocodril és l'adaptació al llargmetratge de la història infantil del mateix nom i més concretament de la seva preqüela The House on East 88th Street de Bernard Waber. Anteriorment, es va adaptar com un especial animat d'HBO, que també era un musical. Es va anunciar el maig de 2021 amb el duet de cineastes Will Speck i Josh Gordon dirigits a partir d'un guió de William Davies per a Sony Pictures. El rodatge va tenir lloc a la ciutat de Nova York el setembre de 2021. En concret, es va rodar en localitzacions com el 85th Street, el 86th Street, l'Astor Place i l'estació de Bowery, i Broadway, entre el 45th Street i el 46th Street. Les cançons originals de la pel·lícula van ser escrites pels productors executius Benj Pasek i Justin Paul juntament amb Ari Afsar, Emily Gardner Xu Hall, Mark Sonnenblick i Joriah Kwamé. Matthew Margeson va compondre la partitura musical. Els efectes visuals van ser gestionats per Framestore, Method, OPSIS i Day for Nite.

## Publicació
La pel·lícula es va estrenar als cinemes dels Estats Units de la mà de Sony Pictures Releasing el 7 d'octubre de 2022. Originalment, s'havia d'estrenar el 22 de juliol de 2022, però el setembre de 2021 la pel·lícula es va ajornar al 18 de novembre de 2022. L'abril de 2022, la pel·lícula es va avançar a la data del 7 d'octubre, tenint en compte la data d'estrena de Spider-Man: Across the Spider-Verse.